# Bachelor
Bachelor is een graad die personen kunnen behalen na het met goed gevolg afronden van een opleiding aan een instelling voor hoger onderwijs; in Vlaanderen en Nederland is dat een hogeschool (professionele bachelor) of universiteit (academische bachelor).
Bij een hogeschool betreft het een beroepsgerichte opleiding en bij een universiteit een academische opleiding waar de student de basiskennis leert over een vakgebied. Het is in Vlaanderen en Nederland gebruikelijk na een academische bachelor de opleiding te voltooien met een masterprogramma. In bijvoorbeeld de Verenigde Staten en andere Engelstalige landen is dit minder vanzelfsprekend.
In Nederland kan men na afronden van veel opleidingen in zowel het hoger beroepsonderwijs als in het wetenschappelijk onderwijs achter de naam eenzelfde aanduiding voor de graad voeren, bijvoorbeeld MBA, MSc of LLB. Men ziet aan deze graad-aanduidingen niet of iemand op hbo- of op wo-niveau is opgeleid. Alleen de master-opleidingen in het wetenschappelijk onderwijs geven in Nederland het recht de titel ingenieur (ir.) te voeren na een masteropleiding op het gebied van landbouw en natuurlijke omgeving of techniek; de titel meester (mr.) na een masteropleiding op het gebied van het recht of de titel doctorandus (drs.) bij alle overige wo-masteropleidingen.

## Geschiedenis
Bachelor is een term die oorspronkelijk afstamt van het Latijnse woord baccalarius (9e eeuw). De betekenis hiervan was destijds "iemand van nobele of gegoede afkomst met een sociale of maatschappelijke status die niet al te hoog is maar ook niet de allerlaagste". Aangezien dit vaak jonge mensen betrof verbreidde de betekenis van het woord zich ook uit naar een ongetrouwde man of vrouw. De universiteiten gaven het Latijnse woord een eigen betekenis. Zo werd in de 13e eeuw voor het eerst de laagste universitaire graad aangeduid met de term baccalaureatus. Waarschijnlijk is deze term een samenvoeging van de Latijnse termen baccalarius en laureatus (wat gelauwerde betekent). In het Engels maakte men hier weer bachelor van. In tegenstelling tot de Engelstalige landen was de graad in Nederland (en Vlaanderen) geheel in onbruik geraakt. In Nederland en Vlaanderen bestond er een gelijkwaardige titel kandidaat voor de eerste graad aan de universiteit (2 of 3 jaar studie). Na 1980 werd deze in Nederland vervangen in propedeuse (1e jaar), terwijl in Vlaanderen de naam "kandidaturen" (2 of 3 jaar) bleef bestaan.

### Titel baccalaureus
Vóór de invoering van de bachelor-masterstructuur (BaMa) kende men in Nederland na een afgeronde vierjarige hbo-studie ook de titel van baccalaureus (bc) en tot begin jaren 1970 in het universitair onderwijs bij bepaalde vijfjarige studies die men (verkort) na 4 jaar afsloot met een zogeheten baccalaureaats-examen (bacc).

### Bolognaverklaring
In 1999 werd door 29 Europese landen de zogenaamde Bolognaverklaring ondertekend met de intentie een gezamenlijke Europese hogeronderwijsruimte te creëren. De praktische uitkomst hiervan was de geleidelijke invoering van de bachelor-masterstructuur BaMa in Nederland en Vlaanderen. Op die manier streefde men na de verschillende hogeronderwijsopleidingen in de deelnemende Europese landen op elkaar af te stemmen. Als gevolg van invoering van de BaMa is de graad "bachelor" gebruikelijk geworden.

## Accreditatie bacheloropleidingen
Alle Nederlandse en Vlaamse opleidingen dienen geaccrediteerd te zijn door de daarvoor wettelijk verantwoordelijke instantie, de Nederlands-Vlaamse Accreditatieorganisatie (NVAO).
In Nederland is er in de aanvangsjaren van het bachelor-masterprogramma een wildgroei aan bacheloropleidingen ontstaan waarvan niet alle ook daadwerkelijk recht gaven tot de graad hbo-bachelor. Nederlandse bacheloropleidingen die geaccrediteerd én erkend zijn door de overheid staan geregistreerd in de Centraal Register Opleidingen Hoger Onderwijs (CROHO) van de Dienst Uitvoering Onderwijs.
In Vlaanderen heeft de overheid strikt vastgelegd welke instellingen welke onderwijsbevoegdheid hebben. Bovendien mogen de instellingen deze opleidingen enkel blijven aanbieden indien zij op regelmatige tijdstippen een kwaliteitsevaluatie ondergaan en dan een accreditatie van de Nederlands-Vlaamse Accreditatieorganisatie verkrijgen. Accreditatie resulteert in de registratie van de opleiding in het Hogeronderwijsregister. Alleen de Bacheloropleidingen die voorkomen in dit register worden erkend door de Vlaamse overheid en mogen de graad van bachelor afleveren.

## Academische bachelor
Een academische bachelor wordt in Nederland een 'wo-bachelor' en in Vlaanderen een 'academisch gerichte' of 'academische bachelor' genoemd. De studieduur van zo'n academische bacheloropleiding is in Nederland en Vlaanderen 180 studiepunten of drie jaar. Na afronding van deze bacheloropleiding volgt men in de regel een (academische) masteropleiding.
Een professionele bachelor wordt in Nederland een 'hbo-bachelor' en in Vlaanderen een 'professioneel gerichte' of 'professionele bachelor' (vroeger: regent) genoemd. De studieduur in Nederland houdt in principe 240 studiepunten of vier jaar in, hoewel er via dispensaties in sommige gevallen studieduurverkorting van 60 studiepunten of één jaar wordt aangeboden. Het laatste kan het geval zijn als de student bijvoorbeeld een vwo-diploma, mbo-diploma, veel werkervaring heeft of de studie combineert met werk. De studieduur in Vlaanderen houdt in principe 180 studiepunten of drie jaar in.
Academische bacheloropledingen zijn de reguliere en wetenschappelijk georiënteerde bacheloropleidingen aan de universiteiten en, in associatie met een universiteit, aan de hogescholen in Vlaanderen. De student krijgt er een brede academische basisopleiding, met als bedoeling zich voor te bereiden op de te vervolgen en aansluitende academische masteropleiding.
In Nederland worden alleen degenen met een vwo, hbo-diploma of, eventueel met toegangseisen, een hbo-propedeuse toegelaten tot het volgen van een academische bacheloropleiding. In Vlaanderen is iedereen die houder is van een diploma secundair onderwijs vrij om aan een academische bacheloropleiding te beginnen.
Ter verduidelijking, en om onderscheid te kunnen maken met de professionele bachelor, worden er bij academische bachelors de internationaal herkenbare specificaties of Arts, of Science en of Laws gebruikt.
Sinds 2014 zijn in Nederland ook Hogescholen gerechtigd om de titel BSc (Bachelor of Science) te verlenen, mits de opleiding is geaccrediteerd door NVAO.
In Vlaanderen bepaalt het Besluit van de Vlaamse Regering van 8 juli 2011 welke academische bachelors van deze specificaties gebruik mogen maken.
| Afkorting | Graad               | Omschrijving                                                                     |
| --------- | ------------------- | -------------------------------------------------------------------------------- |
| BA        | Bachelor of Arts    | Voor wo-studies in de geesteswetenschappen.                                      |
| BSc       | Bachelor of Science | Voor wo- en bepaalde hbo-studies in toegepaste, exacte of sociale wetenschappen. |
| LLB       | Bachelor of Laws    | Voor de wo-basisopleiding in rechten aan een universiteit.                       |

## Professionele bachelor
Een professionele bachelor wordt in Nederland een 'hbo-bachelor' en in Vlaanderen een 'professioneel gerichte' of 'professionele bachelor' (vroeger: regent) genoemd. De studieduur in Nederland houdt in principe 240 studiepunten of vier jaar in, hoewel er via dispensaties in sommige gevallen studieduurverkorting van 60 studiepunten of één jaar wordt aangeboden. Het laatste kan het geval zijn als de student bijvoorbeeld een vwo-diploma, mbo-diploma, veel werkervaring heeft of de studie combineert met werk. De studieduur in Vlaanderen houdt in principe 180 studiepunten of drie jaar in.
De professionele bachelor is een volledig afgeronde beroepsgerichte opleiding met als bedoeling uit te stromen naar de arbeidsmarkt. Wel kan men nog één jaar (60 studiepunten) een bachelor na bachelor volgen voor een bijkomende vorming of specialisatie. De professionele bacheloropleidingen worden aangeboden door hogescholen.
- In Nederland duurt deze meestal 240 studiepunten (ECTS) of vier jaar omdat men in Nederland kan starten na 5 jaar havo of mbo als vooropleiding.
- In Vlaanderen duurt een Bachelor meestal drie jaar, (180 studiepunten). De bachelor in de verpleegkunde duurt vanaf het schooljaar 2016-2017 bijvoorbeeld 4 jaar of 240 studiepunten. Het secundair onderwijs in Vlaanderen duurt immers zes jaar: aso, tso, kso of zeven jaar voor het bso.

### Vlaanderen
In tegenstelling tot de academische bachelors heeft de Vlaamse overheid het hier echter niet nodig geacht om achter professionele bachelorgraden eveneens Engelstalige specificaties toe te voegen. Als "specificatie" wordt achter deze graad simpelweg de Nederlandstalige naam van een opleiding of specialisme toegevoegd (bijvoorbeeld Bachelor in het onderwijs, Bachelor in het bedrijfsmanagement, Bachelor in de elektromechanica etc.). Binnen deze opleiding kan de school nog differentiëren naar afstudeerrichting, maar dit is niet officieel, en wordt niet op het diploma vermeld.
De verschillende Bacheloropleidingen in Vlaanderen waren:
Studiegebied architectuur:
| Graad                                          | Omschrijving                                            |
| ---------------------------------------------- | ------------------------------------------------------- |
| Bachelor in de architectuur-assistentie        | Opleiding tot architectuur-assistent                    |
| Bachelor in de interieurvormgeving             | Opleiding tot interieurvormgever of binnenhuisarchitect |
| Bachelor in de landschaps- en tuinarchitectuur | Opleiding tot tuin- en landschapsarchitect              |

Studiegebied Audiovisuele en beeldende kunsten:
| Graad                               | Omschrijving             |
| ----------------------------------- | ------------------------ |
| Bachelor in de beeldende vormgeving | Opleiding tot kunstenaar |

- Studiegebied biotechniek:

| Graad                                  | Omschrijving                                                                                  |
| -------------------------------------- | --------------------------------------------------------------------------------------------- |
| Bachelor in de agro- en biotechnologie | Opleiding in de dierenzorg, landbouw, tuinbouw,Groenmanagement of biotechnische wetenschappen |

Studiegebied gezondheidszorg:
| Graad                                              | Omschrijving                                            |
| -------------------------------------------------- | ------------------------------------------------------- |
| Bachelor in de bewegingstechnologie                | Opleiding tot bewegingstechnoloog                       |
| Bachelor in de biomedische laboratoriumtechnologie | Opleiding tot laborant in de biomedische wetenschappen  |
| Bachelor in de ergotherapie                        | Opleiding tot ergotherapeut                             |
| Bachelor in de logopedie en de audiologie          | Opleiding tot logopedist                                |
| Bachelor in de medische beeldvorming               | Opleiding tot technoloog medische beeldvorming          |
| Bachelor in de optiek en optometrie                | Opleiding tot optometrist                               |
| Bachelor in de orthopedie                          | Opleiding tot orthopeed                                 |
| Bachelor in de podologie                           | Opleiding tot podoloog                                  |
| Bachelor in de voedings- en dieetkunde             | Opleiding tot voedingsdeskundige of diëtist             |
| Bachelor in de verpleegkunde                       | Opleiding tot verpleegkundige                           |
| Bachelor in de vroedkunde                          | Opleiding tot verloskundige, vroedkundige of vroedvrouw |
| Bachelor Sport en Bewegen                          | Opleiding tot bewegingsdeskundige                       |

Studiegebied management, handelswetenschappen en bedrijfskunde:
| Graad                                                     | Omschrijving                                                                     |
| --------------------------------------------------------- | -------------------------------------------------------------------------------- |
| Bachelor in het bedrijfsmanagement                        | Opleiding tot bedrijfsmanager                                                    |
| Bachelor in de bestuurskunde en het publiek management    | Opleiding tot publiek manager voor de (semi)publieke sector en bestuurskundige   |
| Bachelor in de communicatiemanagement                     | Opleiding tot communicatiemanager                                                |
| Bachelor in het hotelmanagement                           | Opleiding tot hotelmanager                                                       |
| Bachelor in het informatiemanagement en informatiesysteem | Opleiding tot informatiemanager                                                  |
| Bachelor in de journalistiek                              | Opleiding tot journalist                                                         |
| Bachelor in de netwerkeconomie                            | Opleiding tot netwerkeconoom                                                     |
| Bachelor in het office management                         | Opleiding tot officemanager                                                      |
| Bachelor in het retailmanagement                          | Opleiding tot retailmanager                                                      |
| Bachelor in de toegepaste informatica                     | Opleiding tot Computerwetenschapper of IT-er                                     |
| Bachelor in het toerisme en recreatiemanagement           | Opleiding voor carrière in de reisindustrie of de toeristisch-recreatieve sector |

Studiegebied industriële wetenschappen en technologie, en nautische wetenschappen:
- Bachelor in de audiovisuele technieken: assistentie
- Bachelor in de audiovisuele technieken: beeld-geluid-montage
- Bachelor in de audiovisuele technieken: film, TV en video
- Bachelor in de audiovisuele technieken: fotografie
- Bachelor in de autotechnologie
- Bachelor in de bouw
- Bachelor in de chemie
- Bachelor in de elektromechanica
- Bachelor in de elektronica-ICT
- Bachelor in de verpakkingstechnologie
- Bachelor in de elektrotechniek
- Bachelor in het facilitair management
- Bachelor in de grafische en digitale media
- Bachelor in de houttechnologie
- Bachelor in de logistiek
- Bachelor in de luchtvaart
- Bachelor in de mechanische ontwerp- en productietechnologie
- Bachelor in de milieuzorg
- Bachelor in de modetechnologie
- Bachelor in de multimedia en communicatietechnologie
- Bachelor in de scheepswerktuigkunde
- Bachelor in de textieltechnologie
- Bachelor in het vastgoed
- Bachelor in de zorgtechnologie

Studiegebied muziek en podiumkunsten:
- Bachelor in de dans
- Bachelor in musicaltheater
- Bachelor in muziek

Studiegebied onderwijs:
- Educatieve bachelor in het onderwijs: kleuteronderwijs
- Educatieve bachelor in het onderwijs: lager onderwijs
- Educatieve bachelor in het onderwijs: secundair onderwijs

Studiegebied sociaal-agogisch werk:
- Bachelor in de maatschappelijke veiligheid
- Bachelor in de orthopedagogie
- Bachelor in het sociaal werk
- Bachelor in de toegepaste psychologie
- Bachelor in de sociale readaptatiewetenschappen
- Bachelor in de gezinswetenschappen

### Nederland
In Nederland worden achter professionele bachelorgraden wél Engelstalige specificaties toegevoegd, dit om de herkenbaarheid van een Nederlandse professionele bachelor in het buitenland te behouden en te vergroten. Tevens om een veelvoud van allerlei toevoegingen te voorkomen, ofwel dat iedere opleiding zijn eigen specificatie gaat bedenken, heeft de Vereniging Hogescholen in Nederland geadviseerd uit te gaan van een beperkt aantal specificaties per domein. Hierbij is een domein een samenstel van opleidingen die zowel qua inhoud als qua werkveld verwantschap hebben, bijvoorbeeld de opleiding commerciële economie en de opleiding small business. Eveneens raadt de Vereniging Hogescholen hierbij aan de internationale conventies te volgen, dat wil zeggen het gebruik van specificaties en graden die internationaal herkenbaar zijn en vaak toegepast worden (bijvoorbeeld Bachelor of Engineering of Bachelor of Business Administration).
Het Nederlandse ministerie van Onderwijs, Cultuur en Wetenschap heeft als algemene regels dat na een hbo-opleiding de volgende graden kunnen worden behaald:
- na een associate degree-opleiding: associate degree (Ad);
- na een bacheloropleiding: Bachelor (B);
- na een masteropleiding: Master (M);
- na een postinitiële masteropleiding (een opleiding die u volgt na een master): Master;
- na een bacheloropleiding op het gebied van landbouw en natuurlijke omgeving of techniek: ingenieur (ing.);
- na alle overige bacheloropleidingen in het hbo: baccalaureus (bc.).

Op grond van de adviezen van de Vereniging Hogescholen heeft het ministerie van OCW de volgende domeinspecificaties toegewezen voor ieder type professionele bachelor:
Hoger Technisch & Natuurwetenschappelijk Onderwijs (HTNO):
| Afkorting       | Graad                                                | Omschrijving |
| --------------- | ---------------------------------------------------- | --- |
| B Eng           | Bachelor of Engineering                              | Autotechniek, Elektrotechniek, Luchtvaarttechnologie, Technische bedrijfskunde, Technische natuurkunde, Werktuigbouw, Industrieel ontwerpen, Algemene Operationele Techniek, Chemische Technologie, Toegepaste wiskunde |
| B BE            | Bachelor of Built Environment                        | Opleidingen civiele techniek, bouwkunde, planologie, geodesie, stedenbouw en verkeerskunde |
| B AS (ook BASc) | Bachelor of Applied Science                          | Opleidingen in de toegepaste natuurwetenschappen en materiaalkunde |
| B ICT           | Bachelor of Information and Communication Technology | Opleidingen op het gebied van de Informatie- en Communicatietechnologie (ICT) |

Hoger Economisch Onderwijs (HEO):
| Afkorting | Graad                               | Omschrijving |
| --------- | ----------------------------------- | --- |
| BBA       | Bachelor of Business Administration | Opleidingen bedrijfskunde en managementstudies (sinds september 2012 ook HBO Small Business & Retail Management)        |
| B Com     | Bachelor of Commerce                | Opleiding commerciële economie                                                                                          |
| B Ec      | Bachelor of Economics               | Opleidingen accountancy, bedrijfsadministratie SPD, bedrijfseconomie, fiscale economie en financial services management |
| LLB       | Bachelor of Laws                    | Opleiding HBO-rechten                                                                                                   |

Hoger Communicatief Onderwijs (HCO):
| Afkorting | Graad                     | Omschrijving                                                               |
| --------- | ------------------------- | -------------------------------------------------------------------------- |
| BComn     | Bachelor of Communication | Opleidingen communicatiemanagement, -publiciteit, -vormgeving en -systemen |
| BJ        | Bachelor of Journalism    | Opleiding tot journalist                                                   |

Hoger Nautisch Onderwijs (HNO):
| Afkorting | Graad                           | Omschrijving                                                           |
| --------- | ------------------------------- | ---------------------------------------------------------------------- |
| BMO       | Bachelor of Maritime Operations | Opleidingen tot Officier ter Koopvaardij aan een Hogere Zeevaartschool |

Hoger Sociaal-Agogisch Onderwijs (HSAO):
| Afkorting | Graad                   | Omschrijving                                           |
| --------- | ----------------------- | ------------------------------------------------------ |
| B SW      | Bachelor of Social Work | Opleidingen op het gebied van zorg, welzijn en cultuur |
| BTh       | Bachelor of Theology    | Opleiding godsdienst-pastoraal werker                  |

Hoger Pedagogisch Onderwijs (HPO):
| Afkorting | Graad                 | Omschrijving                                                            |
| --------- | --------------------- | ----------------------------------------------------------------------- |
| B Ed      | Bachelor of Education | Opleidingen tot leraar 2e graads (Nederland) of tot regent (Vlaanderen) |

Hoger Europees Onderwijs (HEBO):
| Afkorting | Graad                        | Omschrijving |
| --------- | ---------------------------- | ------------ |
| B ES      | Bachelor of European Studies |              |

Hoger Gezondheidszorgonderwijs (HGZO):
| Afkorting | Graad                      | Omschrijving |
| --------- | -------------------------- | --- |
| BHS       | Bachelor of Health Science | Opleidingen cesartherapie, ergotherapie, huidtherapie, fysiotherapie, logopedie, voeding en diëtetiek, podotherapie, medische beeldvormende en radiotherapeutische technieken, mondzorgkunde |
| BN        | Bachelor of Nursing        | Opleiding tot verpleegkundige |

Hoger Kunstonderwijs (KUO):
| Afkorting | Graad                                        | Omschrijving                                         |
| --------- | -------------------------------------------- | ---------------------------------------------------- |
| BDA       | Bachelor of Dance Arts                       | Opleiding in de danskunsten                          |
| BDes      | Bachelor of Design                           | Opleiding Vormgeving (eerste fase)                   |
| BFT       | Bachelor of Film and Television              | Opleiding Film en Televisie                          |
| BFA       | Bachelor of Fine Arts                        | Opleiding Autonome Beeldende Kunst (eerste fase)     |
| B Ed      | Bachelor of Fine Art and Design in Education | Opleiding tot docent beeldende kunst en vormgeving   |
| BMA       | Bachelor of Music Arts                       | Opleiding in de muziekkunsten aan een conservatorium |
| BTA       | Bachelor of Theatre Arts                     | Opleiding in de theaterkunsten (eerste fase)         |

Hoger Politie Onderwijs:
| Afkorting | Graad                | Omschrijving                            |
| --------- | -------------------- | --------------------------------------- |
| LLB       | Bachelor of Policing | Opleiding tot politiekundige (niveau 5) |

## Voortzetting na de bachelor
Na een professionele bachelor kan men:
- doorstromen naar de arbeidsmarkt;
- kiezen voor één bijkomend jaar op bachelor niveau, een bachelor na bachelor (banaba in Vlaanderen, post bachelor of post-hbo in Nederland);
- kiezen voor een schakelprogramma (meestal eenjarig, bij technisch en natuurwetenschappelijk onderwijs tweejarig) om in te stromen in een (academische) masteropleiding;
- instromen in een hbo-masterprogramma.

Na een academische bachelor kan men:
- doorstromen naar de arbeidsmarkt;
- deelnemen aan een academische masteropleiding.

### Nederland
- Wet op het hoger onderwijs en wetenschappelijk onderzoek officiële tekst
- Regeling titulatuur hoger onderwijs officiële tekst
- Bijlage Referentielijst internationale herkenbaarheid titulatuur hoger beroepsonderwijs officiële tekst

Bachelor-masterstructuur